# Phuphena tura
Phuphena tura là một loài bướm đêm trong họ Noctuidae.